# Hawaiian Wedding Song
Hawaiian Wedding Song – piosenka z 1926 ze słowami Charlesa E. Kinga do operetki pt. Prince of Hawaii. Początkową nazwą w języku hawajskim była „Ke Kali Nei Au” (ang. „Waiting Here for You”, pol. „Czekając tu na ciebie”). W 1958 Al Hoffman i Dick Manning przetłumaczyli utwór z hawajskiego na angielski, z tytułem „Hawaiian Wedding Song”.
W 1959 wydany został singiel z wersją Andy’ego Williamsa, dla którego był to przebój.
Wersja Elvisa Presleya pochodzi z filmu Błękitne Hawaje z 1961.